# Mano del morto

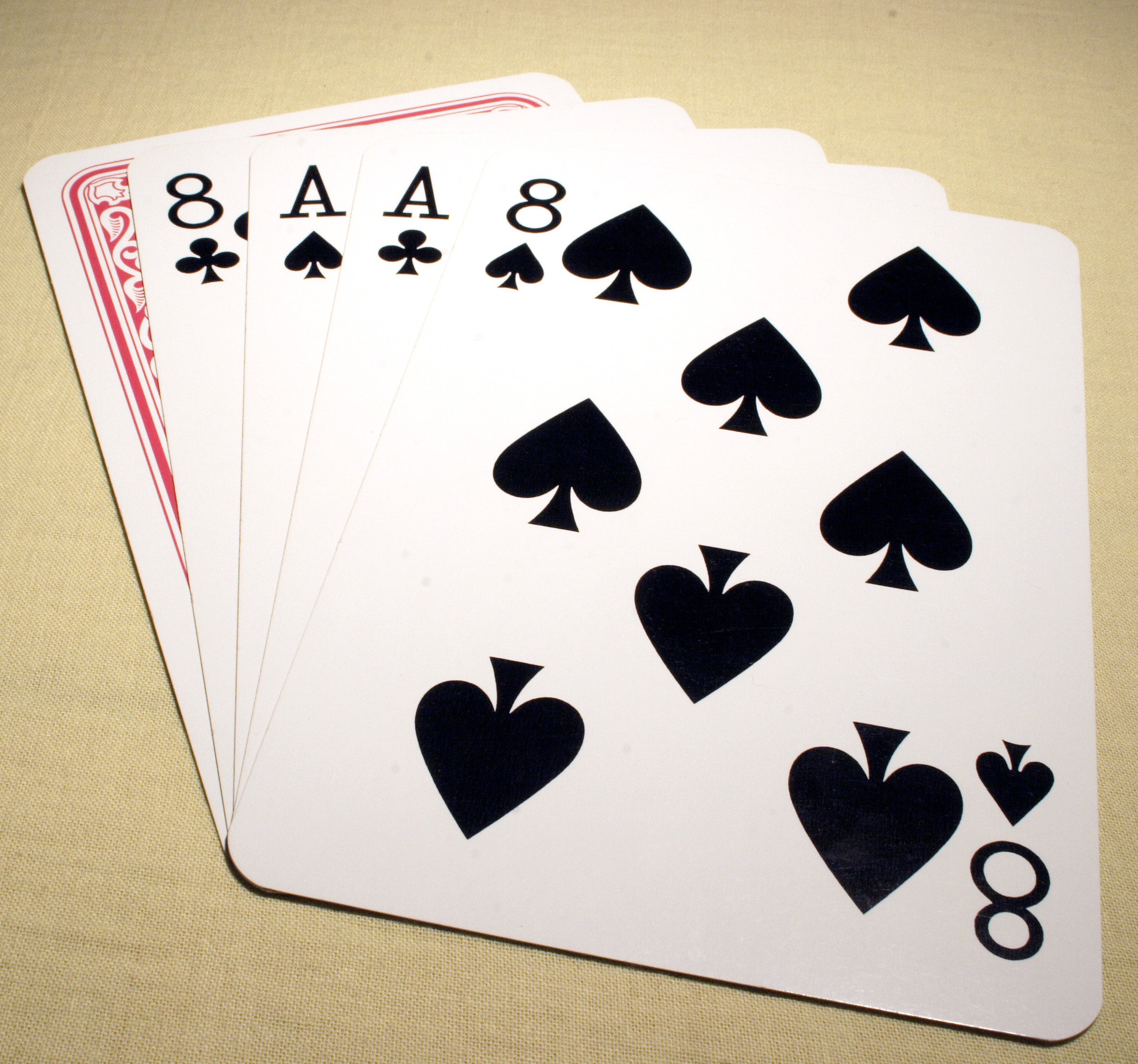
La mano del morto.

Nel gergo del poker la mano del morto indica una doppia coppia "nera" composta da due assi e due 8 di picche e fiori. (A♠ A♣ 8♠ 8♣).

## Origine del nome
La combinazione deve il suo nome alle vicende di Wild Bill Hickok, pistolero statunitense morto nel 1876. Il 2 agosto del 1876, nel saloon "Nuttal & Mann's" di Deadwood nel Dakota del Sud, Wild Bill stava giocando una partita di 5-card draw poker quando Jack McCall gli sparò alla schiena, uccidendolo. Wild Bill Hickok cadde lentamente e in silenzio sul pavimento senza perdere le carte che fermamente teneva tra le sue dita: la doppia coppia nera di otto e di assi, che da allora sarebbe stata conosciuta come la "mano del morto".
Sulla quinta carta, quella coperta, nel corso degli anni si sono susseguite svariate interpretazioni. Secondo una versione si trattava della dama di quadri (Q♦); secondo altri la quinta carta non era nelle mani di Wild Bill, poiché stava effettuando un cambio. Nel museo di Deadwood dedicato al pistolero, assieme alla doppia coppia nera è esposto un nove di quadri (9♦).

## Nei media
Nella storia dei media, il mistero della quinta carta è rimasto tale. Inoltre la "mano del morto" è stata citata più volte.
- nel film Ombre Rosse Luca, prima del duello mortale con Ringo, interrompe la partita di poker gettando sul tavolo la doppia coppia di Assi e 8 neri di fiori e picche;

- nel film Wild Bill di Walter Hill è rappresentato il nove di quadri, così come nella serie televisiva Deadwood[4];
- nel film Nella morsa del ragno di Lee Tamahori viene citata da Morgan Freeman;
- nel numero 29 del fumetto Ken Parker è mostrato un Jack di quadri (J♦);[presumibilmente si sta parlando della quinta carta, ma bisogna chiarire e manca la fonte]
- la stessa carta appare nell'albo numero 7 del fumetto I protagonisti di Rino Albertarelli, e nel film La ballata di Buster Scruggs dei fratelli Coen (che però non ha come protagonista Wild Bill);
- nel film La conquista del West, la quinta carta in mano a Gary Cooper (l'attore che impersonifica Wild Bill) è un dieci di picche (10♠)[4].
- Il numero 593 di Tex, che si intitola proprio "La mano del morto", ha in copertina una persona riversa su un tavolo con la quinta carta coperta.
- Nell'albo Calamity Jane di Lucky Luke, Calamity, nel raccontare la sua storia, racconta di come sposò Wild Bill e della sua prematura morte. La vignetta di questo evento mostra la mano del morente Bill circondata dalla famosa combinazione. La quinta carta viene mostrata essere una dama di picche (Q♠).[5]
- La mano del morto viene citata anche nella canzone dei Motörhead Ace of Spades ("Read 'em and weep the dead man's hand again").
- La mano del morto viene inoltre citata nella canzone dei Lord Huron Dead man's hand
- Nel film La ballata di Buster Scruggs la combinazione è all'origine di un diverbio in cui il protagonista rifiuta di giocarla per via della sua ignobile fama, la quinta carta è un Jack di quadri (J♦).
- Nel film John Wick 4, John Wick ha in mano "la mano del morto" in una partita di poker con altri tre protagonisti.